# Xenonlampa
Xenonlampa är en ljuskälla där ljuset skapas i ett urladdningsrör fyllt med dels ädelgasen xenon vilken underlättar bildandet av en ljusbåge och dels fyllt med metallsalter som vid ljusbågens jonisering utsänder ljusenergi. Typiskt för xenonlampor är låg energiåtgång jämfört med glödtrådslampor, snabb tändning jämfört med andra lysrör men olämpliga att tända/släcka ofta. Xenonlampor har fått stor användning i fordonsstrålkastare.
Xenonlampa är en specifik variant av Gasurladdningslampa.

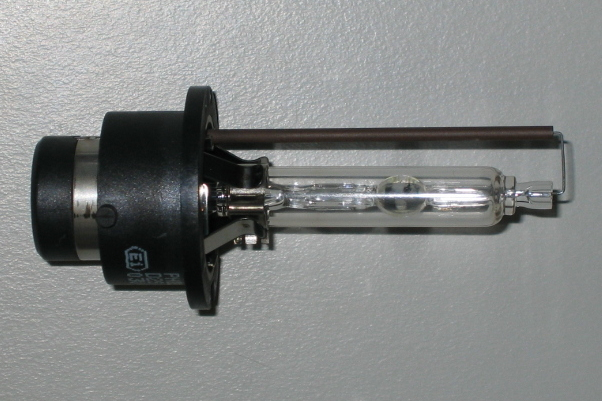
Xenonlampa typ D2S utan tändare.

## Fysik
Xenonlampan består av ett glasrör med två elektroder av volfram. Inuti röret finns dels ädelgasen xenon och dels en blandning av metallsalter. En xenonlampa kan inte drivas av lågspänning från till exempel ett bilbatteri. Den kräver ett elektroniskt driftdon (engelska ballast) och en tändare för att lysa. Driftdonet reglerar strömmen till lampan. Tändaren initierar urladdningen i lampan. Tändaren kan antingen vara inbyggd i lampan (D1- och D3-system) eller vara en separat enhet eller inbyggd i driftdonet (D2 och D4-system). Tändaren och driftdonet styr tändningen av lampan i 3 steg
- Tändning. Högspänningspulser på över 25 kV sänds över elektroderna och ger tillräcklig energi för att skapa en ljusbåge, d.v.s. jonisera en "tunnel" i xenongasen mellan volframelektroderna (samma som gnistan i ett tändstiftsgap). Det elektriska motståndet i tunneln minskar vid joniseringen och ännu mer ström börjar flyta.
- Uppstart. Lampan drivs nu av en styrd överbelastning. Eftersom ljusbågen tillförs ökande energi så stiger temperaturen i glasröret mycket snabbt. Metallsalterna i röret förångas och det är dess atomer som nu börjar utsända ljus (fotoner). Ljus i olika frekvenser från olika atomer. De olika metallsalterna skapar således olika färger och de har en blandning som gör ljuset nästan vitt (spektrumet komplett). Samtidigt faller det elektriska motståndet än mer vilket driftdonet känner av och då automatiskt sänker strömmen. Om inte strömmen snabbt begränsades så skulle lampan brinna sönder.
- Kontinuerlig drift. Alla metallsalter är förångade och ljuset stabilt vitt. Spänningen är stabiliserad - normalt kring 85 volt (42 volt i D3- och D4-system) växlande i en fyrkantvåg med frekvensen 400 hertz eller mer. Strömmen är nere så att typiskt 35 - 38 watt utvecklas.

Tidiga xenonlampor gav ett blåaktigt ljus men nya lampor är bättre. Vitheten mäts vanligen i grader Kelvin och xenonlampor ligger mellan 4100 och 4400 (solljus har 5800). Tyvärr bildas även mycket ultraviolett ljus som ej uppfattas av ögat men som kan skada till exempel plastdetaljer i en strålkastare om de inte filtreras bort. Detta sker genom att använda en skärmande glaskvalitet.

## Xenonlampor i fordon
Även om xenonet ger en snabb tändning (upp till en sekund) så är den för långsam för att föraren ska kunna "blinka" med helljuset. Dessutom beror lampans livslängd i hög grad av antalet tändningar. Xenonlampan är således ej lämplig att tända/släcka vid avbländning. Ej heller kan man i en urladdningslampa använda den konventionella lösningen liknande två glödtrådar. Lösningen är att låta lampan lysa hela tiden men ha en rörlig ridå som vrids upp med en elektrisk magnet (solenoid) när man kopplar på helljus (likt ett ögonlock). Vissa tillverkare kallar arrangemanget för bi-xenon-ljus.
Xenonljuset är mycket ljusstarkare än till exempel en halogenlampa och kan blända mötande fordon om de är felställda vid halvljus. De flesta länder har därför krav på automatisk höjdjustering av halvljuset. Det sker normalt genom att två vinkelgivare finns till fram- och bakaxeln så att fordonsvinkeln mot vägbanans plan kan följas. Höjdregleringen kan sedan antingen ske genom att vrida hela strålkastaren (vanligast) eller bara vrida ridån lite.
Eftersom moderna bilar oftast har antisladdsystem, vilka har en rattvinkelgivare, kan xenonlampornas elektronik även användas för att vrida strålkastarna i sidled i kurvorna, s.k. aktiva kurvljus.
| Strålgång med en elliptisk reflektor. Observera ridån (shield) som vrids upp av en solenoid och linsen (lens). |  | Xenonlykta av projektortyp på en Hondabil |
| Strålgång med en elliptisk reflektor. Observera ridån (shield) som vrids upp av en solenoid och linsen (lens). |  | Xenonlykta av projektortyp på en Hondabil |

Konventionella strålkastare har vanligen en parabolisk reflektor med glödtråden i parabolens fokus för att ge ett samlat strålknippe. Xenonlamporna med sitt starka sken och med den stora ridån för avbländning har gjort att man i stället vanligen har en elliptisk reflektor där ljusbågen ligger i ellipsens ena fokalpunkt. Se figuren. De reflekterade strålarna möts då i ellipsens andra fokalpunkt. Efter denna andra fokalpunkt har man sedan en konvex kondensorlins som samlar ihop strålarna till ett smalt knippe som kan lysa långt. Ridån för avbländningen placeras strax före den andra fokalpunkten. Detta gör att lite ljus kan släppas fram även uppåt så att vägmärken och gående kan synas utan att mötande bländas. Denna utformning gör att strålkastaren blir smalare, med mindre ljusöppning, men att den i gengäld blir längre vilket kan ge friare design av fordonets front. Konstruktionen kallas ibland projektionsstrålkastare och känns igen på den tjocka glaslinsen längst fram i stålkastaröppningen.
Tekniken med bländningsridå kan även utnyttjas för att enkelt ställa om mellan höger- och vänstertrafik så man slipper tejpa på glaset när man åker till England där en annan ljusbild krävs.
De flesta tillverkare har valt att ha två bi-xenon lampor som hel- och halvljus-funktion samt ha ytterligare två helljusstrålkastare av konventionell halogentyp eftersom livslängden skulle bli för kort med xenonlampor som ska släckas vid möten.
Xenonlamporna benämns D1S, D1R, D2S, D2R, D3S, D3R, D4S, och D4R. "D" står för urladdningslampa (Discharge), "R" (radiating) används i reflektorstrålkastare och "S" (shielded) i projektorstrålkastare. Siffran anger typ till exempel om tändare ingår. Den anger även miljövänligheten där 1 och 2 innehåller giftiga salter med till exempel kvicksilver medan 3 och 4 är giftfria men har bl.a. lägre spänning med/utan inbyggd tändare.

## Konvertering av halogenstrålkastare till xenon
I handeln förekommer satser för konvertering av konventionella halogenstrålkastare till xenon genom att byta till en sådan lampa samt elektronik. 
Detta är vare sig lagligt eller lämpligt av följande skäl:
- Lagen kräver automatisk höjdreglering. Xenonljus har fått vanrykte genom att många klagar över att man bländas vid möte vilket enligt undersökningar[vilka?] nästan enbart gäller konverterade lösningar.
- Ljuskäglan i en glödtrådslampa är cylindrisk och reflektorns fokus är noggrant anpassad till detta. Xenonlampans ljusbåge är spolformig vilket gör att reflektorn optiskt ger sämre ljusutbyte, även om vissa har infästning som passar.
- Vanligtvis används ingen ridå varför livslängden minskar drastiskt.
- Halogenstrålkastarens mycket större ljusöppning tillsammans med det större ljusflödet som en xenonlampa ger, gör att ljuset bländar andra trafikanter.

## Egenskaper
- Xenonlampans ger mer och längre ljus vilket höjer trafiksäkerheten.
- Xenonlampan drar mindre ström trots högre ljusutbyte. Vanliga effekter 2011 var 35–38 W och 2800–3500 lumen jämfört med 42–70 W och 700–2100 lumen vid 12,8 V. Det ger något lägre bränsleförbrukning.
- Xenonlampan har livslängd på c:a 2000 timmar medan halogenlampor ligger mellan 450 och 1000 timmar.
- Xenonstrålkastare är avsevärt dyrare eftersom de kräver styrelektronik, automatisk höjdjustering, ridåsolenoid och linssystem.
- Lampbyte kräver kunskap eftersom det kan förekomma skadlig spänning och åtkomsten svår. Tillverkarna föreslår byte på verkstad. Vissa menar tillverkarna är måna om verkstadsintäkter och att byte inte är särskilt svårt eller farligt. Skyddsglasögon bör användas och kontaktstycket dras isär innan.
- Vissa xenonlampor, D1 och D2, innehåller miljöfarligt kvicksilver medan D3 och D4 är kvicksilverfria.

- Man har i många år försökt göra adaptiva strålkastare som automatiskt "dimmar" ned ljuset eller bländar av. Först när man började använda en kamera och datoriserad bildanalys, som kan identifiera strålkastare, baklyktor och gatubelysning, har man från 2013 i viss mån lyckats.

- I vissa fall ersätts xenonlampor av LED-lampor även i strålkastare. LED-lampor kan ge likvärdig ljusintensitet med samma effekt. De tål även bra att tändas och släckas. Däremot är de känsliga för överhettning vilket är svårbemästrat i en bilmiljö. Livslängden är även högre men det finns här ett problem med definitionen. LED-lampor däremot minskar ljuset med över 25% innan de går sönder och har i viss mån bara skenbart lång livslängd.

- Xenonlampors ljus avklingar med åldern och kan då ge färgskiftning åt rosa.